# Zwitserland op de Olympische Zomerspelen 1980
Zwitserland nam deel aan de Olympische Zomerspelen 1980 in Moskou, Sovjet-Unie, maar deed dat onder de olympische vlag.

## Medaillewinnaars

### 1Goud
- Robert Dill-Bundi — Wielrennen, Mannen 4.000 m Individuele Achtervolging
- Jürg Röthlisberger — Judo, Mannen Middengewicht (86 kg)

## Deelnemers en resultaten per onderdeel

### Atletiek
- Rolf Strittmatter
- Brigitte Senglaub
- Markus Ryffel
- Joseph Peter
- Stephan Niklaus
- Franz Meier
- Urs Kamber
- Peter Haas
- Rolf Gisler
- Jean-Pierre Egger
- Pierre Délèze
- Roland Dalhäuser
- Cornelia Bürki
- Felix Böhni
- Rolf Bernhard

### Boogschieten
- Erika Ulrich
- Lotti Tschanz
- Patrick Jopp
- Romeo Frigo

### Handbal

#### Mannentoernooi
- Ernst Züllig
- Eduard Wickli
- Ruedi Weber
- Max Schär
- Martin Ott
- Walter Müller
- Peter Maag
- Hanspeter Lutz
- Robert Jehle
- Peter Jehle
- Ugo Jametti
- Hans Huber
- Roland Brand
- Konrad Affolter

### Judo
- Jean Zinniker
- Thomas Hagmann
- Marcel Burkhard
- Jürg Röthlisberger

### Kanovaren
- Dionys Thalmann
- Helmut Lehmann
- Peter Ammann

### Roeien
- Jörg Weitnauer
- Hans-Konrad Trümpler
- Roland Stocker
- Peter Stocker
- Bruno Saile
- Peter Rahn
- Stefan Netzle
- Daniel Homberger
- Karl Graf
- Bernard Destraz

### Wielersport
- Richard Trinkler
- Hubert Seiz
- Jürg Luchs
- Hans Ledermann
- Hans Känel
- Fritz Joost
- Heinz Isler
- Gilbert Glaus
- Urs Freuler
- Robert Dill-Bundi

### Worstelen
- Ruedi Marro

### Zeilen
- Jean-Claude Vuithier, Sr.
- Robert Perret
- Heinz Maurer
- Jean-Philippe L'Huillier
- François Kistler
- Roger-Claude Guignard
- Ivor Ganahl
- Jean-Luc Dreyer
- Jean-François Corminboeuf

### Zwemmen
- Stéfan Voléry
- Nikole Schrepfer
- Carole Brook

Afghanistan · Algerije · Andorra · Angola · Australië · België · Benin · Birma · Botswana · Brazilië · Bulgarije · Colombia · Congo-Brazzaville · Costa Rica · Cuba · Cyprus · Denemarken · Dominicaanse Republiek · Duitse Democratische Republiek · Ecuador · Ethiopië · Finland · Frankrijk · Griekenland · Groot-Brittannië · Guatemala · Guinee · Guyana · Hongarije · Ierland · IJsland · India · Irak · Italië · Jamaica · Joegoslavië · Jordanië · Kameroen · Koeweit · Laos · Lesotho · Libanon · Liberia · Libië · Luxemburg · Madagaskar · Mali · Malta · Mexico · Mongolië · Mozambique · Nederland · Nepal · Nicaragua · Nieuw-Zeeland · Nigeria · Noord-Korea · Oeganda · Oostenrijk · Peru · Polen · Portugal · Puerto Rico · Roemenië · San Marino · Senegal · Seychellen · Sierra Leone · Sovjet-Unie · Spanje · Sri Lanka · Syrië · Tanzania · Trinidad en Tobago · Tsjecho-Slowakije · Venezuela · Vietnam · Zambia · Zimbabwe · Zweden · Zwitserland